# Непентес Раджа
Непентес Раджа (лат. Nepenthes rajah) — вид хищных растений рода Непентес (Nepenthes). Самое крупное плотоядное растение в мире. Кувшины этого растения способны поймать не только насекомых, но даже мышь, ящерицу, крысу, птицу, жабу. Растение является эндемиком Калимантана. Исчезающий вид, торговля им запрещена международной конвенцией CITES. Произрастает в горных лесах Калимантана на высоте от 1500 до 2650 метров над уровнем моря.

## Название
Джозеф Долтон Гукер описал непентес Раджа в 1859 году, назвав его в честь сэра Джеймса Брука, основателя династии Белых раджей.

### Синонимы
- Nepenthes rajahauct. non Hook.f.: A.Slack (1986)
[=Nepenthes × alisaputrana]
- Nepenthes rajahauct. non Hook.f.: G.Cheers (1992)
[=Nepenthes × kinabaluensis]

## Ботаническое описание

### Морфология
Непентес раджа, как и практически все виды непентесов, является карабкающейся лианой. Стебли обычно растут вдоль земли. Известны стебли сравнительно толстые (≤ 30 мм) и достигающие до 6 м в длину, хотя редко превышает 3 м. Непентес Раджи не дает побеги, как некоторые другие виды в роде, но для взрослых растений известно формирование основных побегов. Это особенно распространено в тканях растений из культуры, где многочисленные ответвления могут образовываться в молодом возрасте.

#### Листья

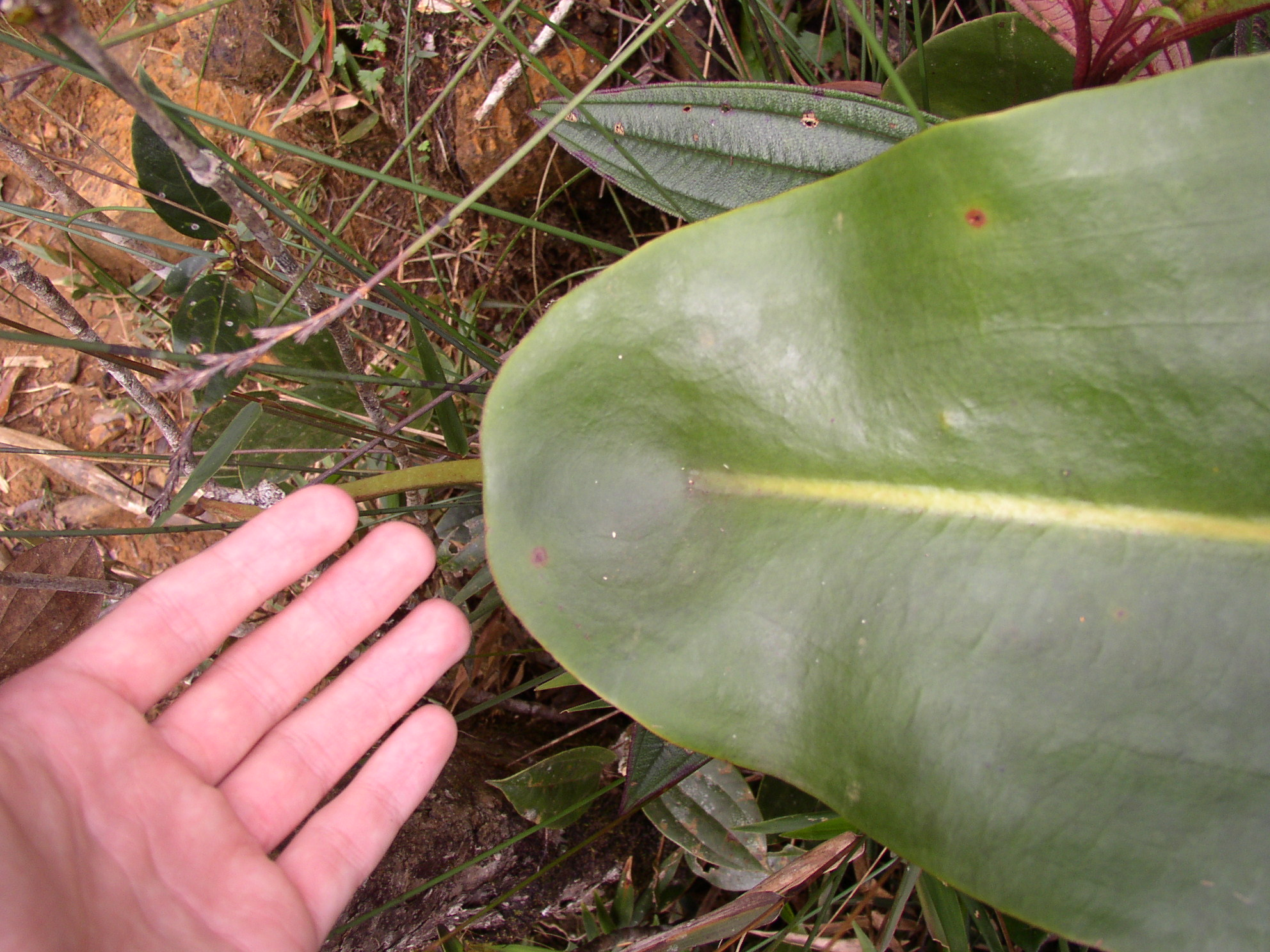
Лист непентеса

Листья на стебле располагаются через равные промежутки. Они присоединяются к стеблю посредством черешков. Каждый лист оканчивается длинным узким усиком. На кончике усика располагается небольшая почка, которая может развиться в ловушку-кувшин. Следовательно, кувшины — это видоизменённые листья, а не цветы, как это часто считается.
Листья непентеса достигают больших размеров. Они имеют кожистую текстуру с волнистым наружным краем.

#### Кувшины

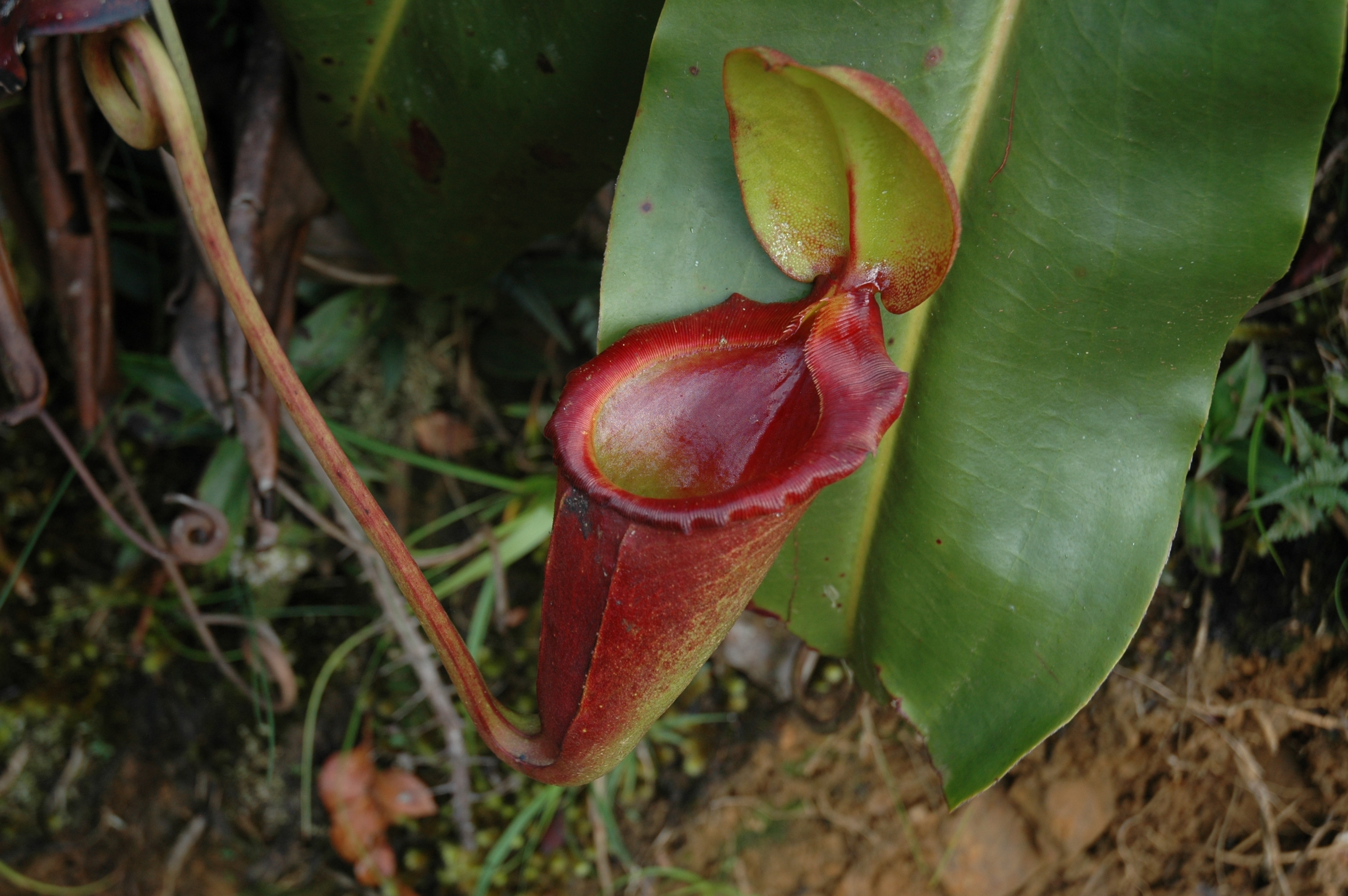
Ловушка

Эти растения известны своими кувшинами-ловушками, отсюда их другое название — кувшиночники. Размер кувшина может достигать 41 см в высоту и 20 см в ширину. Ловушки представляют собой ёмкость, снабженную «крышкой», которая не позволяет дождевой воде попадать внутрь кувшина и разбавлять его содержимое.

#### Цветы
Непентес раджа может цвести в любое время года. Цветки производятся в больших количествах на соцветиях, которые произрастают из вершины главного стебля.